# Elitářství
Elitářství je názor, který považuje některé skupiny lidí za elity. Díky jejich schopnostem, bohatství, speciálnímu tréninku nebo dalším vlastnostem je upřednostňuje před ostatními, což může být diskriminace. Také říká, že by jejich názor měl být brán vážněji a mají lepší schopnost vládnout. Elitářství může také nést méně racionální a arogantní smysl pro ty, jež touží po majetku, lepším společenském postavení, uznání apod. Díky častému používání negativního významu, byl vytěsněn původní a zbyl pouze pejorativní význam přehlížení „neelitních“, obyčejných lidí a arogance. V politickém a společenském smyslu jsou elity viděny jako osoby zastávající zvláštní autoritativní pozice či privilegia, vzdálená od většiny lidí, kteří nedosahují jimi definovaných kvalit.[zdroj?]
Termín elitářství se také používá pro situace, kdy skupina lidí tvrdí, že má výjimečné schopnosti kádrový původ, a snaží se získat zvláštní privilegia na úkor ostatních lidí a porušovat tak rovnost. Tato nucená forma elitářství je lépe popsatelná slovem diskriminace.
Méně používaný je význam, kde elity získávají nejen výsadní privilegia, ale také určitou zodpovědnost, a tak by měly nakonec posloužit všem k dobru. V současnosti se elitářství vztahuje především k rozvrstvení lidí ve společnosti.

## Antielitářství
Termín elitářství či elita může být použito s odporem člověkem, jenž nenáleží do takové třídy nebo se mu příčí jejich pozice a nebo těmito termíny blahosklonně či cynicky zesměšňuje nebo kritizuje praktiky, jež diskriminují ostatní. Obvinění někoho z elitářství je pejorativní poznámka míněná ve významu parazitující osoby spíše než elity. Mnoho antielitářů hledá společenské ekvivalenty egalitarianismu, populismu, socialismu nebo komunismu.

## Elitářství ve vzdělání
Elitářství ve vzdělání znamená rozdílný přístup ke studentům podle majetku a společenského postavení. Například ve Velké Británii chodí do placených soukromých škol 7 % studentů, přesto je například 71 % soudců z těchto škol. Může také znamenat koncentraci zájmu nebo směrování podpory na studenty, kteří vykazují určitou formou zvláštní snahu. Může být založeno také na schopnosti učení, znalostech nebo jiných schopnostech.[zdroj?]